# Wotywa
Wotywa, msza wotywna – w Kościele katolickim jest to msza odprawiana w czyjejś/jakiejś intencji nie według formularza przypisanego na dany dzień, lecz według formularza odpowiadającego pobożności wiernych lub szczególnej okazji.